# Jalalabadia povolnyi
Jalalabadia povolnyi är en skalbaggsart som beskrevs av Vladimir Balthasar 1967. Jalalabadia povolnyi ingår i släktet Jalalabadia och familjen Melolonthidae. Inga underarter finns listade i Catalogue of Life.